# Narodowa Partia Robotnicza-Prawica
Narodowa Partia Robotnicza-Prawica (NPR-Prawica) – polska partia polityczna, utworzona po przewrocie majowym w 1926 roku z rozłamu NPR na prosanacyjne NPR-Lewica i opozycyje NPR-Prawica.
NPR-Prawica przeszła po utworzeniu do opozycji i weszła w skład Centrolewu. W 1937 roku doszło do połączenia NPR-Prawica z Chrześcijańską Demokracją i utworzenia Stronnictwa Pracy.

## Organy prasowe
Po rozpadzie partii w rękach NPR-Prawica pozostały pomorski "Głos Pracy", poznański dziennik "Prawda" oraz warszawska "Sprawa Robotnicza". W 1927 roku partia utworzyła w Toruniu nowe pismo,  "Obronę Ludu".